# Ayele Mezgebu
Ayele Mezgebu (1973. január 6. –) etióp hosszútávfutó, elsősorban mezeifutásban ért el eredményeket.
Testvére,  Assefa Mezgebu szintén atléta.

## Legjobb eredményei
| év   | esemény         | helyszín     | versenyszám    | eredmény |
| ---- | --------------- | ------------ | -------------- | -------- |
| 1992 | junior vb       | Szöul        | 3000 m akadály | 2.       |
| 1994 | Mezeifutó vb    | Budapest     | hosszútáv      | 8.       |
| 1994 | Mezeifutó vb    | Budapest     | csapatverseny  | 3.       |
| 1995 | Mezeifutó vb    | Durham       | hosszútáv      | 21.      |
| 1995 | Mezeifutó vb    | Durham       | csapatverseny  | 5.       |
| 1995 | Afrikai játékok | Harare       | 5000 m         | 3.       |
| 1996 | Mezeifutó vb    | Stellenbosch | hosszútáv      | 21.      |
| 1996 | Mezeifutó vb    | Stellenbosch | csapatverseny  | 3.       |
| 1997 | Mezeifutó vb    | Torino       | hosszútáv      | 18.      |
| 1997 | Mezeifutó vb    | Torino       | csapatverseny  | 3.       |
| 1998 | Mezeifutó vb    | Marrákes     | hosszútáv      | 21.      |
| 1998 | Mezeifutó vb    | Marrákes     | csapatverseny  | 2.       |